# Movimiento Laborista (Venezuela)
El Movimiento Laborista (abreviado como ML) es un partido político de Venezuela, de centro político, fundado en el año 2002 por el exprocurador general de la República, Jesús Petit Da Costa y el sindicalista Froilán Barrios Nieves. Esta organización mantuvo una postura de oposición al gobierno del fallecido presidente Hugo Chávez. En las elecciones presidenciales de 2006 decidieron apoyar con su tarjeta al líder opositor Manuel Rosales.
El partido tiene su ala sindical en el Frente Constituyente de Trabajadores. Para los miembros del "Movimiento Laborista" era necesario crear un partido en Venezuela que canalizara los reclamos de los trabajadores a través de una organización de alcance nacional, como el PSOE en España, el Partido Laborista en el Reino unido o el PT en Brasil.
En las elecciones presidenciales 2006, el Movimiento Laborista obtuvo un 0.34% de los votos y se consolidó entre los 25 partidos con mayor número de votos. A mediados de febrero de 2007 el Movimiento Laborista decide fusionarse junto con otros cuatro partidos de oposición en un nuevo partido llamado Directorio Popular Alternativo.
Actualmente forma parte de la Gran Alianza Nacional Alternativa (GANA) de Venezuela.
En la actualidad no está habilitado para participar en elecciones.